# Raslog

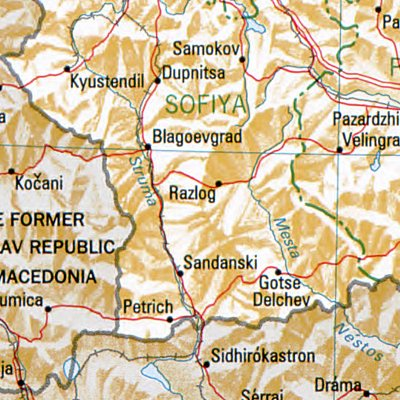
Raslog, Bulgarien - Nachbarorte: Blagoewgrad, Kjustendil, Dupniza, Samokow, Sandanski, Petritsch, Goze Deltschew, Kočani, Sidhirokastron

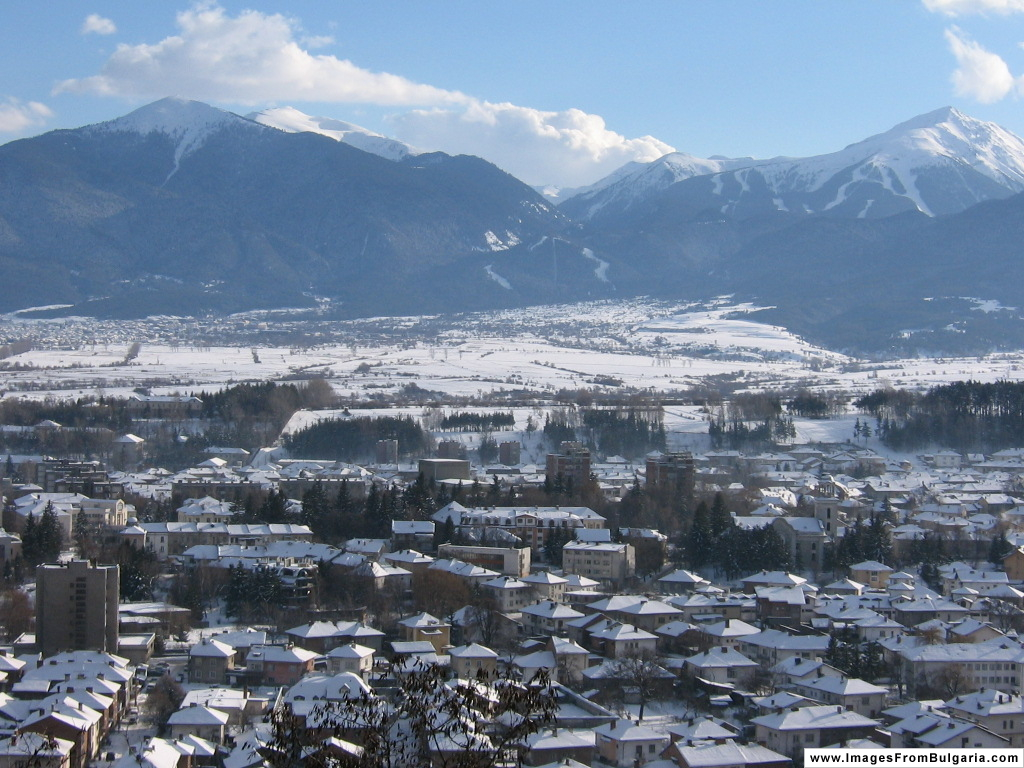
Die Stadt im Winter mit Piringebirge im Hintergrund

Raslog [rɐzˈɫɔk] (bulgarisch Разлог) ist eine Stadt in der südwestbulgarischen Oblast Blagoewgrad. Zur gleichnamigen Gemeinde (Obschina) gehören neben der Stadt Raslog noch die Orte Banja, Dobursko, Jeleschnitza, Batschewo, Godlewo, Gorno Draglischte und Dolno Draglischte, zusammen fast 23.000 Einwohner.

## Geographie
Raslog befindet sich im Tal des Flusses Mesta zwischen Pirin-Gebirge im Westen und westlichen Rhodopen im Osten bzw. im Raslog-Tal zwischen dem Pirin-Gebirge im Süden und dem Rila-Gebirge im Norden.

## Tourismus
Unweit Bansko (Busverbindung), des viertgrößten Wintersportzentrum Bulgariens, hat sich auch Raslog seit den 1990ern zu einem Winterferienort entwickelt. 
Die nächstliegenden schneebedeckten Berge sind Kapatnik (2170 Meter, Rila), Rawnik (2419, Rila), Goljam Metschi Wrach (2617, Rila), Daitow Warach (2597, Pirin), Pirin (2593) und Wichren (2914, Pirin). 
Auch der Pirin-Nationalpark ist nicht weit entfernt.

## Infrastruktur
Raslog liegt an der sich im Raslog-Tal dahinziehenden Straße zwischen Simitli im Westen und Jundola (Oblast Pasardschik) im Osten, von Raslog selbst zweigt die Straße über Bansko entlang des Mesta nach Goze Deltschew im Süden ab. 
Zudem verbindet die Rhodopenbahn Raslog über Welingrad mit Septemwri (beide in der Oblast Pasardschik) im Osten und über Bansko mit Dobrinischte im Süden. Gemeinsam mit Bansko bemüht sich Raslog um einen Flugplatz für die Tourismusregion, neben Raslog ist aber auch Goze Deltschew als Standort im Gespräch.

## Geschichte
Erstmals erwähnt wurde die Stadt unter der Herrschaft des Byzantinischen Kaisers Basileios II., als dieser 1018 die gesamte Region den Bulgaren entriss. 
Unter der seit 1393 währenden Herrschaft der osmanischen Türken wurde die Region Mehomia genannt. Zahlreich Bulgaren traten zum Islam über (s. hierzu Pomaken). Zwischen 1893 und 1903 beteiligte sich Raslog an den mehreren Aufständen (unter anderem a m Ilinden-Preobraschenie-Aufstand) die von den Bulgarischen Makedonisch-Adrianopeler Revolutionären Komitees (bulg. Български Македоно-Одрински революционни комитети, kurz BMARK) organisiert wurden und gegen die osmanisch-türkische Herrschaft gerichtet waren. Die Aufstände wurden von den türkischen Machthabern mit Hilfe der lokalen muslimische Bevölkerung niedergeschlagen.
Im ersten der Balkankriege eroberten bulgarische Truppen 1912 die Stadt, die gesamte Region Blagoewgrad fiel 1913 endgültig an Bulgarien.

## Bevölkerung
Waren am Vorabend der Angliederung an Bulgarien noch ein Drittel der Einwohner im Kreis Raslog muslimische Bauern und Schafhirten (vor allem Pomaken, einige Türken und muslimische Roma), so sind sie gegenüber neuhinzukommenden orthodoxen Bulgaren im Laufe des 20. Jahrhunderts fast verschwunden.

## Berühmte Töchter der Stadt
- Elena Lagadinowa (1930–2017), Widerstandskämpferin, Agrarbiologin und Politikerin
- Zorka Parwanowa (* 1958), Universitätsprofessorin und Frau des bulgarischen Präsidenten Georgi Parwanow
- Goriza Grantscharowa-Koscharewa (* 1966), Wirtschaftsprüferin und Politikerin
- Irina Nikultschina (* 1974), Wintersportlerin
- Radoslaw Parapunow (* 1997), Volleyballspieler